# 神姫NET
神姫NET（しんきねっと、SHINKI-NET）は、コナミデジタルエンタテインメント（以下コナミ）のオンラインサービスである。2011年8月31日をもって、サービスを終了することがアナウンスされていたが、後日、同年10月31日までに延期された。

## 概要
アクションフィギュアシリーズ「武装神姫」と連動したサービスとして発表された。フィギュアに同封される「武装神姫アクセスコード」を登録することで、神姫NET内でも同等のモデルデータを使用することができる。フィギュアの同封は武装神姫の一覧、フィギュア以外の同封は武装神姫#他メディアへの展開などを参照。
クライアントソフトのダウンロードおよび基本サービスは無料。3DCGを描画可能なWindowsと、KONAMI IDが必要。アイテムは次の手段で使用可能になる。
- ジオラマスタジオ/バトルロンドの「神姫ショップ」で、アクセスコードを登録する。
- 「神姫ショップ」で、有料の専用通貨「神姫ポイント(spt)」を使用して購入する（アイテム課金）。
- バトルロンドで、一定の条件を達成した「賞品」として入手する。

フィギュア発売当日に予定されているアップデートが行われ次第、アクセスコードの登録およびモデルの購入が可能になる（内容は同等）。ショップの商品と、バトルロンド内賞品には、フィギュア化されていないオリジナルアイテムが多数存在し、「マジックアカデミー女子生徒制服」「モアイ像」「オプション」「ツインビームガン」といった、コナミ作品とのコラボレーションやセルフパロディもある。
なお、利用情報は神姫NET共通で記録されるため、所有モデルと神姫ポイントは、ジオラマスタジオとバトルロンドで相互に利用できる。

### フィギュアと神姫NETの差異
フィギュアを完全に再現しているわけではなく、次のような差異がある。
干渉の無視モデルやパーツ同士がぶつかってもそのままめり込むので、ポージングに細かな調整を要する場合がある。めり込ませることが逆に利点にもなり、顔やモデルを重ねた合成なども可能。
関節の追加、可動範囲の違い下腹部に関節が追加されており、可動させると伸縮するように曲がる。首・肩・股間・膝の可動範囲は拡大されており、関節の接続や各部の干渉を無視して可動する。足首は唯一可動箇所が減り、横回転ができなくなっている。
表情の追加フブキを除く全ての神姫に、5種類の表情パターンが用意されており、目線も変更できる。
造形や塗装の変更3Dモデル化に際して、武装に存在するジョイントはほとんど目立たない形に変更されている。この他にもフィギュアやイラストと比べ、造形や塗装が変更（追加）される例がある。
組み換えの制限と変更フィギュアでは組み換え可能な箇所であっても、データで設定されていない単位まで分解する（例えば、素体から頭部・四肢・胸部を取り外したままにする）ことはできない。代わりに、大幅な組み換えや変形を行うものは別パーツとして管理されるため、フィギュア1セットではパーツが足りず組み立てられない状態にすることなども可能である。またフィギュアでは凹同士、凸同士の箇所であっても接続が可能である。

## 登場キャラクター
忍者型MMS フブキ1体が初回ログイン特典として提供される。それ以外のキャラクターの使用には、アクセスコードの登録か、データの購入が必要。

## DIORAMA STUDIO
『武装神姫 DIORAMA STUDIO』（ぶそうしんき ジオラマスタジオ）、2006年10月16日サービス開始。オンライン上に再現された3Dフィギュアを、実際のフィギュアと同じように組み替えたり、ポーズを取らせることができる。更に組み換え・ポーズを保存し、背景シーンと組み合わせたスクリーンショットを撮影することができる。武装神姫フィギュア発売当日からモデルが使用可能。
公式サイトにはスクリーンショットを公開できる掲示板が設置されており、様々なテーマを設けた「スクリーンショットコンテスト」も定期的に開催されている。なおスクリーンショットは利用規約の範囲内であれば、個人のウェブサイトやブログでも公開することができる。
フィギュアの完全再現ではないものの、その差異をオンラインならではの利点として駆使し、現実には再現が困難、あるいは不可能な要素を扱った「ジオラマ」と呼ぶにふさわしいスクリーンショットも撮影可能である。ジオラマスタジオ以外で撮影、加工したスクリーンショットの公開は規約で認められていないため、与えられたパーツだけでどこまで作りこめるかも腕の見せ所である。

## BATTLE RONDO
『武装神姫 BATTLE RONDO』（ぶそうしんき バトルロンド）、2007年4月23日サービス開始。育成シミュレーションゲームに対戦要素を加えたオンラインゲーム。武装神姫が活躍する2036年の世界（実際は現実の時間経過に合わせた「30年後」）で、神姫の「オーナー」となったプレイヤーが、自分の神姫を他オーナーの神姫と戦わせていく。
ジオラマスタジオとは異なり、フィギュア発売日以降のアップデートで順次使用可能になる。また発売日順に追加されているわけではなく、第11弾・第12弾・Mk.2は発売当日から使用可能だった一方、第9弾はフィギュア発売からバトルロンド対応までに33ヶ月を要した。
神姫には「バッテリー」が設定されており、行動の中にはこれを消費するものがある。「クレイドル」で充電を行うことで回復するが、充電中は一部を除き操作できない。

### セットアップ
神姫の起動「セットアップ」には、以下の3つが必要になる。
コアユニット頭部。初期の戦闘AIや武器の得手不得手といった戦闘面、声優や台詞といった性格面を決定する。
素体ボディ胴体（頭部を除いた全身）。戦闘における基本性能を決定する。
CSC（コアセットアップチップ）
3個必要。素体の性能を強化するほか、「成長限界」と呼ばれる上限レベルの設定に関わることもある。CSCは素体および素体を含んだ商品の購入時に4個入手できるので、購入後はCSCを減少させる操作を行わない限り、すぐに起動できる。
この3つを使い起動、呼び方と神姫名を登録することで、神姫のセットアップが完了する。以降は「リセット」と呼ばれる神姫の機能停止を伴う初期化を行わない限り、パーツの分解と再利用、名称の変更はできない。ゲーム化にあたって簡略化されているが、基本的な設定は公式サイト「武装神姫の世界（3ページ目）」で述べられているものと同一である。
- LP（ライフポイント）
- SP（スキルポイント）
- 攻撃
- 命中
- 回避
- 防御

素体の持つもののうち、6つのステータスにはレベルが設定されており、経験値を一定以上入手するとレベルアップする。総合レベルが成長限界レベルに達すると、それ以上のレベルアップは行えない。オフィシャルバトルを100戦以上行えば、クレイドルでの充電中に「CSCリストア」というコマンドが追加され、親密度とCSCの効果を引き継ぎ、セットアップ初期状態のレベル0からやり直すことができる。また有料アイテム「CSCリアクター」を使用すれば、リストアの効果に加えて、CSCの効果の再抽選も行える。

### カスタマイズ
カスタマイズはジオラマスタジオとほぼ同様のシステムで行うが、フィルターやソートを使用してパーツを探しやすくなっている、一部のパーツの回転軸やジョイントの削除、手持ち武器「メインウェポン」の装備欄「ウェポンスロット」の追加などの変更点がある。また神姫のコア、所属クラスやステータスによって、装備が制限されたパーツが存在する。
カスタマイズでは、戦闘に使用する「武装セットファイル」4つのほかに、オーナーズルームやバトル前ブリーフィングで表示される「ノーマル武装」を設定できる。ノーマル武装はメインウェポンをはじめ、一部のパーツの装備が制限されている。

### トレーニング
神姫のステータスに対応した「攻撃」「命中」「回避」「防御」と難易度が用意されており、難易度と達成率に応じた経験値が入手できる。同時に「実戦感覚」の低下が起こり、トレーニングを行える4つのステータスに対し下方修正を与える（その他の性能やAIには影響しない）。なお一定以上の難易度の選択には、100%達成の「大成功」が必要になる。

### バトル
参加申し込み後にマッチングが成立することでバトルが開始される。バトルの前には時間制限のあるブリーフィングを行い、バトルステージの確認、自他の武装セットと過去の戦績の確認、自分の武装セットの選択と戦略指示を決定する。
バトルはAIによって自動進行する。AIはコアユニットによって初期傾向が定まっており、オーナーとの親密度、バトル結果と評価、ブリーフィング時の戦略指示によって戦い方が変わってくる。親密度が低い状態では戦略指示を無視して戦闘を行うこともあり、思い通りの戦い方に近づけていくには経験を積んでいくことも必要である。
バトル終了後は、戦闘に対して「褒める」「叱る」「どちらでもない」の3つからいずれかの評価を行う。敗北・引き分け時には、「自分が悪かった」評価も行うことができる。評価による親密度の変化は、コアの種類と現在の親密度によって様々で、どんな条件でも共通するのは「勝利時に褒めると上昇する」「自分が悪かった評価を行うと変化しない」の2つのみである。親密度の他にも、AIの傾向と「距離適性（距離ごとの熟練度と言えるパラメータ）」に影響し、褒めれば今回と同じAIの傾向、今回最も多く戦った距離に準じた適性に変化し、叱れば逆の傾向と適性に変化していく。
| バトルの種類           | 対人      | 戦闘評価 | 経験値の入手 実戦感覚の回復 |
| ---------------------- | --------- | -------- | --------------------------- |
| オフィシャルバトル     | ○         | ○        | ○                           |
| バトルシミュレータ     | △         | ×        | ×                           |
| ポイントバトル         | ○         | ×        | ×                           |
| ミッションバトル       | ×         | ○        | ×                           |
| チームミッションバトル | ×         | ×        | ×                           |
| マイ神姫バトル         | ×（自分） | ×        | ×                           |
| テーブルバトル         | ○         | ×        | ×                           |

オフィシャルバトル
このゲームの主となる対人戦。評価による変化の他にも、トレーニングに存在しない「LP」「SP」の経験値の入手、実戦感覚の回復が行える、唯一のバトル。セットアップ直後はCクラスから開始となり、順にB、A、Sへのクラスアップを目指していく。各クラスにはパーツ数と重量の制限のほか、規定の勝利数とレベル上限が設定されており、上位クラスであるほど制限が緩和される一方、条件も過酷になっていく。これをSクラスの達成まで満たせない場合には、Exクラスへ移行する。またオーナーズルームでは自分でExクラスへ移行させることも可能。ExクラスはSクラスに限定するものを除けば、扱いは同等である。1体の神姫が行える試合数は定められており、C～Aクラスでは引分数を除いた勝敗のみでの100戦、S&ExクラスではC～Aクラスまでのものと合わせて200戦まで行うことができる。再度参戦するにはCSCリストアを行う必要があるが、オフィシャルバトル以外はどのバトルにも参加可能。
バトルシミュレータオフィシャルバトルに準じたクラス分けで行うシミュレーションバトル。マッチング不成立時には、同じクラスに所属している「ログインしていないオーナーの神姫（データを借りたNPC）」が現れる。
ポイントバトル勝敗によって増減するポイントを規定期間内で競い合って賞品を獲得する、大会形式の対人戦。「Bクラスのみ」「Lv150まで」「無制限」の3つに分けられている点が、オフィシャルバトルとは異なる。なお公式サイトでは「イベント」に含まれている。
ミッションバトルターゲットとして用意されたNPCの神姫と戦う。対戦相手が予め決まっているので、マッチングは行われず、直接ブリーフィングに移行する。ミッションごとに様々な制限が課せられることがある。レベルや在籍クラスのみを制限するものもあれば、攻撃手段や使用可能な武装を制限するものなど、難易度も幅広い。評価は行えるので、「常に一定の相手と戦える」点も利用し、安定したAIの調整や親密度の向上、効率的なアチーブメントの達成を図ることが出来る。
チームミッション自分の神姫でチームを組み、NPCチームと勝ち抜き戦を行う。これに対して従来のミッションを「シングルミッション」とも呼ぶ。シングルミッションと同様に特殊ルールが設けられていることがあるほか、参加できる神姫の数、「チームアイテム」の追加とコスト・数の設定が追加されている。
テーブルバトルバトルロンド内のチャット「ティールーム」で行うバトル。バトルの設定をミッションバトルのように細かく設定でき、神姫は所属クラスやレベル差を問わないバトルを行うことが出来る。また、実戦感覚の低下が無視される。
マイ神姫バトル自分が所有する2体の神姫を使用したシミュレーション。バトルステージを選択でき、ブリーフィングの制限時間は無制限になっている。

### その他の要素
アチーブメントゲーム内で特定の条件を達成することで与えられる褒賞。1つ達成するごとに「オーナースコア」が5点加算され、一定以上に達することでグレードアップが行われる。達成条件はキャラクター（神姫のコアユニット）を限定するものや、繰り返し達成できるものなど様々である。報酬はCSC、武装パーツ、神姫のオーナー呼称やミッションの追加など。アチーブメントで入手できるCSCの中には、神姫の購入時に入手できる4種類以外も存在し、レアリティが設定されている。なお、テーブルバトルでは特定の種類を除き、マイ神姫バトルでは一切達成することは出来ない。
神姫ショップバトルロンドの神姫ショップでのみ購入可能な商品、使用可能な機能が存在する。
急速バッテリー充電器神姫のバッテリーを即座に充電する消費型アイテム。
プレミアムチケット有効期限内は様々な特典を受けられる「プレミアムオーナー」になる。
試用チケット不定期的に追加されるチケット。有効期限内で一部の武装を試用できる。ノーマル武装への装備と、ジオラマスタジオでの利用は出来ない。
スペシャルグレードアップに応じて商品が追加されるカテゴリ。ほとんどは既存装備の色違い。
試着かご & 試着室試着かごに商品を入れることで、武装エディット画面と同じ画面で「試着」を行うことができる。試着かご内商品の一括購入も可能。
CSC/GEM交換 & GEM/アイテム交換利用していないCSCを、sptとは異なる無料の通貨単位「GEM」と交換し、GEMをCSCやアイテムと交換することができる。アイテムだけではなく、CSCにも交換限定のものがある。
ふくびきカウンターイベントやアチーブメントで入手できる「ふくびきチケット」を利用して行う。5等から1等が存在し、5等以外は当選した賞のアイテムを自由に選択できる。

### イベント
春季はサービス開始日を祝してゴールデンウィークにあわせた「感謝祭」、夏季は夏休みにあわせた「サマーフェスタ」、冬季は冬休みにあわせた「ウインターフェスタ」、不定期的に行われる「期間限定特別ミッション」などのイベントが行われていた。イベント専用の特別なバトルが可能になる、期間内のログインやバトルへの参加でアイテムを入手できるといった特典がある。過去のイベント景品はGEM/アイテム交換やふくびきカウンターで再配布が行われているほか、プレミアムオーナー特典の「イベントミッション」では、当時のイベントを再現したミッションをプレイすることができる。

## 歴史

### 2006年
- 7月13日：「武装神姫」シリーズの発表
- 8月10日：神姫NETサイト上で「神姫NETジャーナル」第1回を掲載
- 9月7日：「武装神姫ジオラマスタジオ」プレオープンサービス開始
  - 同日発売の第1弾モデル「天使型アーンヴァル」「悪魔型ストラーフ」に加え、オンラインオリジナルモデル「忍者型フブキ」に対応
- 9月28日：第2弾モデル「犬型ハウリン」「猫型マオチャオ」「兎型ヴァッフェバニー」がジオラマスタジオに対応
- 10月16日：ジオラマスタジオ正式サービス開始、「神姫ショップ」（課金販売）開設
- 12月7日：第3弾モデル「騎士型サイフォス」「侍型紅緒」「サンタ型ツガル」がジオラマスタジオに対応、神姫NETサイトに「公式スクリーンショット掲示板」開設

### 2007年
- 2月2日：神姫NETサイトで「第1回スクリーンショットコンテスト」を開催
- 2月5日：「武装神姫メールニュース」配信開始
- 2月21日：第4弾モデル「花型ジルダリア」「種型ジュビジー」「砲台型フォートブラッグ」がジオラマスタジオに対応
- 4月27日：「武装神姫バトルロンド」サービス開始
  - このときバトルロンドに対応していたのは、第1弾・第2弾・忍者型フブキの6種類
- 5月31日：第5弾モデル「セイレーン型エウクランテ」「マーメイド型イーアネイラ」「イルカ型ヴァッフェドルフィン」がジオラマスタジオに対応、バトルロンドに「ミッションバトル」実装
- 7月23日：バトルロンドに「ティールーム」実装
- 8月2日：7月30日にサービスを終了した「ときめきメモリアルONLINE」のイベント参加者に、神姫NETの300sptを配布
- 8月30日：第6弾モデル「丑型ウィルトゥース」「寅型ティグリース」「建機型グラップラップ」がジオラマスタジオに対応
- 9月28日：第3弾・第4弾モデルがバトルロンドに対応
- 11月29日：第7弾モデル「ハイスピードトライク型アーク」「ハイマニューバトライク型イーダ」「蝶型シュメッターリング」がジオラマスタジオに対応
- 12月21日～翌年1月7日：「ウインターフェスタ」を開催
  - バトルロンドではイベントミッション「イリーガル・レプリカ迎撃指令」を開催

### 2008年
- 3月21日：第5弾・第6弾モデルがバトルロンドに対応、オープニングムービー変更
- 4月5日：第8弾モデル「戦闘機型飛鳥」「戦車型ムルメルティア」「火器型ゼルノグラード」がジオラマスタジオに対応
- 4月27日～5月7日：「バトルロンド1周年感謝祭」を開催
- 6月20日～7月4日：アイテムセールイベントを初開催
- 7月10日：第9弾モデル「カブト型ランサメント」「クワガタ型エスパディア」がジオラマスタジオに対応
- 7月18日～9月1日：「サマーフェスタ」を開催
  - バトルロンドではイベントミッション「ドッキドキトレジャーアイランド」を開催、「忍者型ミズキ」が敵として初登場する
  - このイベントミッションはサマーフェスタ終了後も、後述の「極秘ファイルを入手せよ！」が始まるまで常設された
- 9月1日：ライトアーマー試作モデル「フェレット型パーティオproto」「リス型ポモックproto」がジオラマスタジオに対応
- 10月3日：ライトアーマー第1弾モデル「天使コマンド型ウェルクストラ」「悪魔夢魔型ヴァローナ」がジオラマスタジオに対応
- 10月30日：ライトアーマー第2弾モデル「ナース型ブライトフェザー」「シスター型ハーモニーグレイス」がジオラマスタジオに対応、第7弾・第8弾モデルがバトルロンドに対応
  - バトルロンドではゲームバランス調整も行われ、コーディネート統一ボーナスと、特殊コーディネート「ディゾナンス」が追加
- 11月20日：第10弾モデル「サソリ型グラフィオス」「コウモリ型ウェスペリオー」がジオラマスタジオに対応
- 12月4日：第1弾新モデル追加武装がジオラマスタジオに対応（バトルロンド対応は12月19日）
- 12月19日～翌年1月19日：「ウインターフェスタ」を開催
  - バトルロンドではイベントミッション「サイバーフロント攻略作戦」を開催

### 2009年
- 2月26日：ライトアーマー第3弾モデル「フェレット型パーティオ」「リス型ポモック」がジオラマスタジオに対応
- 3月26日：「忍者型ミズキ」がジオラマスタジオに対応
- 4月23日～5月25日：「バトルロンド2周年感謝祭」を開催
  - バトルロンドではイベントバトル「ビンゴバトル」を開催
- 6月18日：バトルロンドで期間限定ミッション「極秘ファイルを入手せよ！」を開催
- 7月23日～9月8日：「サマーフェスタ2009」を開催
  - バトルロンドではイベントミッション「サイバーテロから街を救え！」を開催
  - 当初は9月1日まで開催予定だったが、イベントミッションの不具合により1週間延長された
- 8月18日：ライトアーマー第1弾モデルがバトルロンドに対応
  - 両モデルはイベントミッション中の案内役としても登場しており、ストーリーに連動する形での参戦となった
- 10月8日：「忍者型ミズキ」がバトルロンドに対応
- 12月1日：バトルロンドに「プレミアムオーナー制」導入、「ポイントバトル」実装
- 例年開催されていた「ウインターフェスタ」「サマーフェスタ」は、これ以降開催されなくなった

### 2010年
- 1月26日：「神姫NETジャーナル ver2.0」第36回を掲載　（これが最後の神姫NETジャーナル更新となる）
- 2月25日：ライトアーマー第4弾「箸型こひる」「スプーン型メリエンダ」がジオラマスタジオに対応
- 4月22日～5月10日：「バトルロンド3周年感謝祭」を開催
  - バトルロンドではイベントミッション「神姫プラネットを開拓せよ！」が開催されたが、不具合が発生し無期延期となった
- 5月27日：第11弾モデル「戦乙女型アルトレーネ」がジオラマスタジオ・バトルロンドに対応
  - ジオラマスタジオ・バトルロンドの同時対応はこれが初めて（参戦済モデルのリペイント追加を除く）
  - これ以降に新しく追加されたモデル[5]のアクセスコードを使用すると、特典としてバトルロンドで「24時間プレミアムオーナー権」が付与された。
- 7月1日：第11弾モデル「戦乙女型アルトアイネス」がジオラマスタジオ・バトルロンドに対応
- 7月15日：第1弾リメイクモデル「天使型アーンヴァルMk.2」「悪魔型ストラーフMk.2」がジオラマスタジオ・バトルロンドに対応
- 9月30日：第12弾モデル「エレキギター型ベイビーラズ」「ヴァイオリン型紗羅檀」がジオラマスタジオ・バトルロンドに対応
- 10月28日：第13弾モデル「ヘルハウンド型ガブリーヌ」「九尾の狐型蓮華」がジオラマスタジオに対応

### 2011年
- 1月25日：第13弾モデルがバトルロンドに対応
- 2月22日：ライトアーマー第3弾モデル（試作モデル含む）がバトルロンドに対応
- 3月18日～30日：バトルロンドで期間限定特別ミッション「西園寺アイランド？」を開催
- 3月29日：ライトアーマー第2弾・第4弾モデルがバトルロンドに対応
- 例年なら開催されていたであろう「バトルロンド4周年感謝祭」は開催されなかった
- 4月28日：第9弾・第10弾モデルがバトルロンドに対応
- 5月31日：神姫NETのサービス終了が発表され、プレミアム期間中のプレミアムチケット購入が停止する
- 7月1日：神姫ポイントの販売が終了
  - 当初は6月30日の予定だったが、予定より早い時刻に購入できない状態になったため1日延期された
- 7月20日：サービス終了に伴うアイテムセールを実施
  - 前述の通り課金サービスの停止後であるため、基本的に追加課金は出来ない。このアイテムセールの実施はサービス終了までのロードマップにも提示されておらず、19日に突然発表された
- 7月30日：プレミアムチケットの販売が終了
- 8月26日：8月31日のサービス終了予定日が、10月31日まで延長される旨が発表された[2]
- 10月31日13時：ジオラマスタジオ・バトルロンドの全サービスが終了

### 2012年
- 1月31日13時：メッセージ掲示板、スクリーンショット掲示板の終了。神姫NET公式サイト閉鎖